# Ahmet Kireççi
Ahmet Kireççi (né le 27 octobre 1914 à Mersin et mort le 17 août 1979 dans la même ville) est un lutteur turc.
Il est médaillé de bronze en lutte libre dans la catégorie des moins de 79 kg aux Jeux olympiques de 1936. Dans la catégorie des plus de 87 kg en lutte gréco-romaine, il remporte la médaille d'or lors des Jeux olympiques de 1948.